# نيلغون مارمارا
نيلغون مارمارا (بالتركية: Nilgün Marmara) شاعرة تركية، وُلدت في إسطنبول في 13 فبراير عام 1958. كانت هوايتها المفضلة هي قراءة القصص المصورة. كتبت قصيدة مشنقة من قوس قزح. وانتحرت برمي نفسها من شرفة بيتها من الطابق السادس يوم 13 أكتوبر عام 1987.